# Mesquita Ese Kapi
Mesquita Ese Kapi (em turco: Ese Kapı Mescidi, onde Mescidi é turco para uma pequena mesquita), também chamada Mesquita Isa Kapi, significando em português "Mesquita da Porta de Jesus", foi uma mesquita otomana de Istambul, Turquia. O edifício foi originalmente uma igreja bizantina de dedicação desconhecida. Os restos da igreja estão localizados no distrito Fatih, no bairro de Davutpaşa, cerca de 500 metros a noroeste da Mesquita Sancaktar Hayrettin, outro edifício bizantino. As ruínas do edifício estão inclusas no complexo da Universidade Hospitalar de Cerrahpaşa.

## História

### Período bizantino

Constantinopla bizantina. A Mesquita Ese Kapi está situada no canto entre os Muros de Constantino e o ramo sul do Mese, na porção sudoeste da cidade.

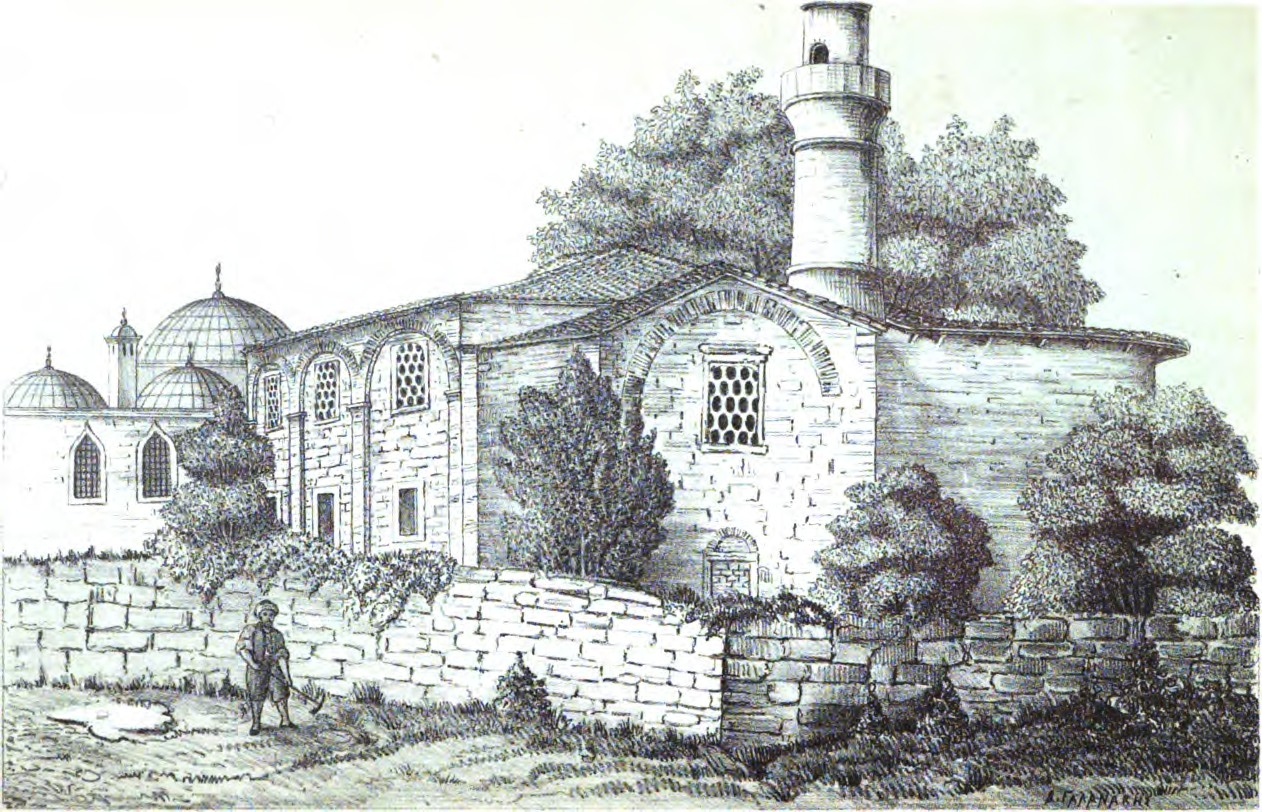
A mesquita em um desenho de 1877 dos "Estudos topográficos bizantinos de A.G. Paspates

A origem deste edifício bizantino, que se situa na encosta sul da Sétima Colina de Constantinopla, no antigo bairro de Dálmato, é incerta. Foi erigida ao longo do ramo sul da via Mese, logo em seguida do agora desaparecido Muro de Constantino (que data da fundação de Constantinopla por Constantino, o Grande) em correspondência de uma antiga porta, possivelmente a Porta de Exaciônio (em grego: Πύλη τοῦ Ἐξακιονίου) ou a Porta de Saturnino (em grego: Πύλη τοῦ Σατουρνίνου, a original Porta Dourada da cidade). A comparação do aparelho com aquele das igrejas de Pamacaristo e Chora sugere que o edifício foi erigido entre o fim do século XIII e começo do século XIV, durante o período Paleólogo. A identificação proposta com o Mosteiro de Iasites (em grego: Μονῆ τοῦ Ἰασίτου), que situava-se no bairro, permanece incerta.

### Período otomano
Em 1509, 56 após a Queda de Constantinopla para os otomanos, a porta que dava o nome turco ao edifício ("Isa Kapi", Porta de Jesus), foi destruída por um terremoto. Entre 1551 e 1566, o vizir Hadim Ibraim Paxá (d. 1562/63) - que também dotou o bairro vizinho da Porta de Silivri (em turco: Silivrikapi) com uma mesquita congregacional que portou seu nome - converteu o edifício em uma pequena mesquita (em turco: Mescit). Ao mesmo tempo, ele permitiu que o arquiteto cortesão Mimar Sinan (que também designou a mesquita congregacional) aumentasse o complexo existente. Sinan construiu um Madraçal (escola corânica) e um Dershane (escola primária), conectando-os à antiga igreja. A localização destes estabelecimentos religiosos em bairros esparsamente povoado ao longo dos muros teodosianos da cidade, onde a população é predominantemente cristã, mostra o desejo do vizir de prosseguir uma política de islamização da cidade.
Durante o século XVII, o complexo foi danificado várias vezes por terremotos, e restaurado em 1648. Em 1741, Ahmet Agá - outro eunuco chefe (Ibraim Paxá na inscrição de seu waqf designou o atual chefe o eunuco branco do harém imperial como administrador (em turco: Mütevelli) da doação) - custeou a construção de uma pequena fonte (em turco: Sebil). O sismo de Istambul de 1894 arruinou o edifício (apenas dois muros resistiram o tremor), que foi então abandonado. As ruínas são agora incluídas no jardim o Hospital Cerrahpaşa, sede da Faculdade de Medicina da Universidade de Istambul.

## Descrição
O edifício tinha um plano retangular com lados de 17 m e 6,80 m, e tinha uma nave que terminada na direção leste com um bema e três absides. A abside central foi demolida durante o período otomano e substituída por um muro. O aparelho do edifício consistiu de cursos de linhas de pedras brancas alternadas com linhas de tijolos vermelhos, obtendo um efeito cromático típico do período bizantino tardio. O lado externo de um muro sobrevivente é dividido com duas lesenas encimados por arcos. Muito provavelmente a igreja foi originalmente encimada por uma abóbada, mas no século XIX já havia sido substituída por um teto de madeira. A igreja interior foi adornada com afrescos do período paleólogo. Dois deles - pintados ao sul da abside - descrevendo respectivamente São Miguel Arcanjo (sobre a semi-abóbada) e São Hipácio (sobre o muro lateral), ainda eram visíveis em 1930, mas agora desapareceram. Nos dois muros ainda de pé, ainda são visíveis decorações em estuque.
Dois lados da quadra então ocupados por um madraçal com nove celas para alojar os estudantes e um dershane. As limitações do espaço apertado (o complexo foi invadido por várias vias) forçou Sinan a adotar um plano fortemente divergente do padrão para um complexo deste tipo. O aparelho do madraçal adota um padrão bicromático similar ao usado na igreja. O dershane é decorado com um friso feito com arabescos de estuque em relevo. A entrada da quadra é adornada com uma pequena sebil.